# مین‌آباد
میناباد (میناآباد - مین آباد) روستایی در شهرستان نمین و هم‌مرز با جمهوری آذربایجان است. زبان مردم این منطقه تالشی و مذهبشان اهل سنت شافعی است.

## وجه تسمیه میناآباد
اسم محلی و رسمی آن میناباد است. اسم قدیمی این روستا مؤمن آباد بوده که بنا به وقایعی به مینا آباد تغییر نام داده است. مینا نام فرمانده زنی بوده که از روستا در برابر غارتگران دفاع می‌کرده و موجب امنیت و آبادانی روستا شده است. بعدها آثاری از مینا در گورستان کشف شد که متأسفانه مورد سرقت قرار گرفت. روستا در جنگل واقع بوده و هم‌اکنون طی گذشت زمان، جنگل‌ها از بین رفته‌اند ولی همچنان باغهایی کوچک باقی‌مانده.

## موقعیت جغرافیایی
مرکز دهستان میناباد، بخش عنبران شهرستان نمین، استان اردبیل است و در طول جغرافیاییَ ۳۴°۴۸ و عرض جغرافیایَ ۲۸°۳۸ ارتفاع متوسط ۱۶۰۰متر قرار دارد. سرزمینی پایکوهی و سرد و خشک است و در ۳کیلومتری شمال خاور نمین واقع شده است.
این روستا از سمت شمال به جمهموری آذربایجان و از سمت جنوب به روستای خشه حیران منتهی و از سمت غرب به روستاهای میرزانق و جید و از طرف جنوب غربی به شهر نمین محدود می‌شود.
این روستا بالغ بر ۳۰۶ خانوار سکنه دارد و جمعیت آن ۱۳۱۱ نفر می‌باشد که ۶۷۱ نفر آن مرد و ۶۴۰ نفر آن زن می‌باشند و ۸۸۷ نفر از تعداد کل جمعیت آن با سواد هستند.
جمعیت زیادی از مردم روستا طی سالیان بعد از جنگ تحمیلی به شهر نمین مهاجرت کرده‌اند.

## آمار و جمعیت روستا
براساس گزارش مرکزآمار ایران روستای میناباد در سال ۱۳۴۵ دارای ۱۳۰۲ نفر سکنه بوده که در قالب ۲۲۶ خانوار زندگی می‌کرده‌اند. جمعیت روستا در سال ۱۳۵۵ به ۱۴۹۲ نفر و ۲۲۶ خانوار می‌رسد.
در سرشماری عمومی نفوس و مسکن سال ۱۳۶۵جمعیت روستا ۱۷۸۶ نفر و تعداد خانوار آن ۲۷۰ خانوارگزارش شده است. با سرشماری عمومی نفوس و مسکن سال ۱۳۷۵ جمعیت روستا ۱۵۷۰ نفر و تعداد خانوار در آن ۳۰۸ خانوار اعلام شده است. براساس آخرین سرشماری جمعیت آن در سال ۱۳۸۵، ۱۳۱۱ نفر و تعداد خانوارآن ۳۰۶ خانوار بوده که ۶۷۱ نفر آن مرد و۶۴۰ نفر آن زن می‌باشند و ۸۸۷ نفر از تعداد کل جمعیت آن با سواد هستند، که از لحاظ جمعیت در مقایسه با سال ۱۳۷۵ کاهش جمعیتی برابر با ۲۵۹ نفر داشته است.
نرخ رشد جمعیت روستا در فاصلة سال‌های ۵۵–۱۳۴۵ حدود ۶/۱۴ درصد و سال ۶۵–۱۳۵۵ حدود ۷/۱۹ درصد را نشان می‌دهد که در سال ۷۵–۱۳۶۵ رشد منفی برابر با ۱/۱۲ درصد داشته است و از سال ۸۵–۱۳۷۵ باز حدود ۵/۱۶ درصد رشد منفی را نشان می‌دهد؛ بنابراین طی سال‌های ۸۵–۱۳۶۵ رشد جمعیت منفی بوده، برابر با ۶/۲۶ درصد بوده است.
از جمله علل مهاجرت و کاهش جمعیت در این روستا می‌توان به عدم وجود زمینه‌های لازم برای اشتغال، نبود امکانات رفاهی و پائین بودن میزان تولیدات کشاورزی و… عنوان نمود.

## مناطق دیدنی و آثار باستانی
تپه باباپشته مربوط به دوران‌های تاریخی پس از اسلام است و در شهرستان نمین، بخش عنبران، روستای میناباد واقع شده و این اثر در تاریخ ۲۴ تیر ۱۳۸۲ با شمارهٔ ثبت ۹۱۶۳ به‌عنوان یکی از آثار ملی ایران به ثبت رسیده است.

تپه تپراق اوچان مربوط به هزاره اول قبل از میلاد است و در شهرستان نمین، بخش عنبران، روستای میناباد واقع شده و این اثر در تاریخ ۲۴ خرداد ۱۳۸۲ با شمارهٔ ثبت ۹۱۵۹ به‌عنوان یکی از آثار ملی ایران به ثبت رسیده است.

تپه اروج یری مربوط به هزاره۱- دوران‌های تاریخی پس از اسلام است و در شهرستان نمین، بخش عنبران، روستای میناباد واقع شده و این اثر در تاریخ ۲۴ تیر ۱۳۸۲ با شمارهٔ ثبت ۹۱۵۸ به‌عنوان یکی از آثار ملی ایران به ثبت رسیده است.

گورستان بابا حمزه مربوط به سده‌های میانی دوران‌های تاریخی پس از اسلام است و در شهرستان نمین، بخش عنبران، روستای میناباد واقع شده و این اثر در تاریخ ۲۴ تیر ۱۳۸۲ با شمارهٔ ثبت ۹۱۵۳ به‌عنوان یکی از آثار ملی ایران به ثبت رسیده است.

شغال دره منطقه‌ای سرسبز و بکر با طبیعت بسیار دیدنی که در مرز جمهوری آذربایجان واقع شده است. این منظقه با روستای میناباد حدود ۴ کیلومتر فاصله دارد و مردمان اطراف برای دیدن طبیعت زیبا به این منطقه سفر می‌کنند.

## امکانات روستا
دارای مدرسه ابتدایی و راهنمایی است، مغازه، مسجد، روستایی، برق و گاز و است.
خیابان اصلی روستا در بیشتر مسیر آسفالت شده است.
مردم آبادی از مدرسه راهنمایی دخترانه و دبیرستان نمین بهره می‌گیرند.